# Meilenstein (Wimmelburg)

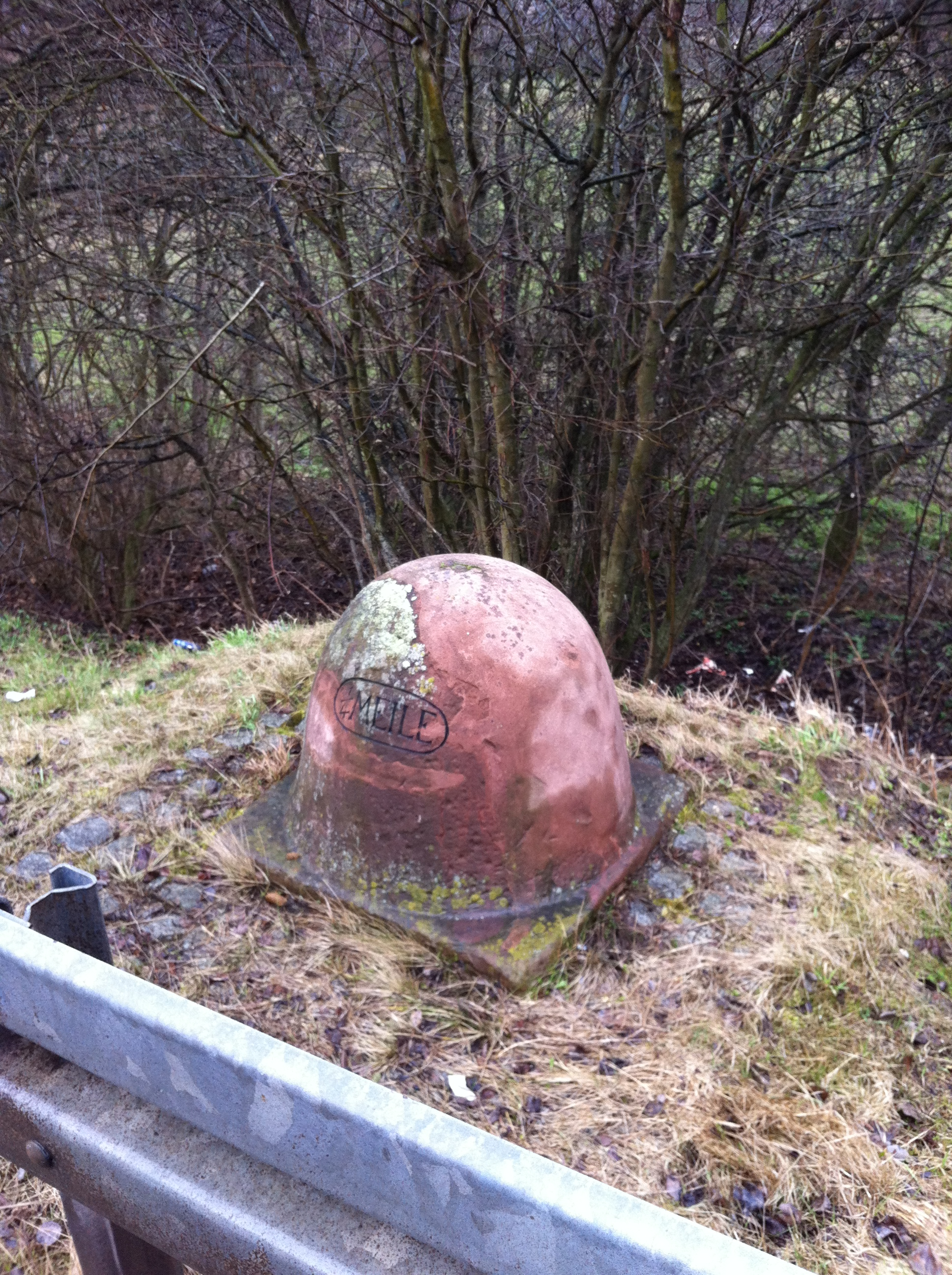
Preußischer Viertelmeilenstein Wimmelburg

Der Meilenstein von Wimmelburg ist ein Kleindenkmal in der Verbandsgemeinde Mansfelder Grund-Helbra im Landkreis Mansfeld-Südharz in Sachsen-Anhalt.
Wimmelburg besaß aufgrund seiner Ausdehnung entlang der heutigen Landesstraße 151 (vormals Bundesstraße 80) vier Meilensteine. Der östlichste, ein Halbmeilenstein nahe der Stadtgrenze zur Lutherstadt Eisleben ist nicht erhalten, der zweite in Richtung Westen ist ein Viertelmeilenstein an der Dorfbreite, weiter westlich folgen ein Ganzmeilenobelisk im Wimmelburger Hölzchen und ein Viertelmeilenstein an der Birkenschäferei. Sie alle gehören zur 1824–1826 erbauten Teilstrecke Langenbogen–Nordhausen der preußischen Staatschaussee Berlin–Kassel.
Der Viertelmeilenstein aus dem Jahr 1826 in der typischen Form der kleinen Glocke trägt die übliche Inschrift 1/4 Meile und befindet sich somit 26,75 Meilen von Berlin entfernt, was etwas mehr als 201 Kilometern entspricht. Er steht heute hinter gesichert hinter einer Leitplanke auf einem Pflasterpodest.
Der – mit Fuß – knapp 70 Zentimeter hohe Stein steht unter Denkmalschutz und ist im Denkmalverzeichnis mit der Nummer 094 16115 registriert. An der Oberseite der Glocke befindet sich ein Metallbolzen, der Teil der Nivellierungsmaßnahmen war, die hier vorgenommen wurden. Der Stein, ähnlich wie der Meilenstein bei Höhnstedt, ist also auch ein Denkmal des Vermessungswesens. An der Oberseite war L/R eingemeißelt. Im Jahr 2006 wurde von der Sanierung des Steins berichtet, seit der die Inschrift wieder deutlich lesbar ist.